# So Real: Songs from Jeff Buckley
So Real: Songs from Jeff Buckley è un album di raccolta del musicista statunitense Jeff Buckley, pubblicato il 25 maggio 2007.

## Tracce
1. Last Goodbye – 4:36
2. Lover, You Should've Come Over – 6:42
3. Forget Her – 5:10
4. Eternal Life (Road Version) – 4:47
5. Dream Brother (Alternate Take) – 4:54
6. The Sky Is a Landfill – 5:05
7. Everybody Here Wants You – 4:45
8. So Real – 4:22
9. Mojo Pin – 5:19
10. Vancouver – 3:10
11. Je n'en connais pas la fin – 4:57
12. Grace – 5:22
13. Hallelujah – 6:55
14. I Know It's Over (Live) – 6:28